# Stade de Maradi
Stade de Maradi – wieloużytkowy stadion znajdujący się w mieście Maradi, w Nigrze.  
Na tym stadionie swoje mecze rozgrywa drużyna piłkarska Jangorzo FC. Stadion może pomieścić 10 000 widzów.